# Duván Zapata
Duván Esteban Zapata Banguera (* 1. dubna 1991, Cali, Kolumbie) je kolumbijský fotbalový útočník, který hraje za klub Atalanta BC.

## Klubová kariéra
V Kolumbii hrál za América de Cali, odkud odešel do argentinského klubu Estudiantes de La Plata. V létě 2013 přestoupil do Evropy, zamířil do italského klubu SSC Neapol.

## Reprezentační kariéra
Duván Zapata reprezentoval Kolumbii v mládežnickém výběru U20. Zúčastnil se domácího Mistrovství světa hráčů do 20 let 2011, kde mladí Kolumbijci vypadli ve čtvrtfinále s Mexikem po výsledku 1:3. Zapata v tomto utkání vstřelil jediný gól domácího týmu (zároveň to byl jeho jediný na turnaji).

## Úspěchy

### Individuální
- Tým roku Serie A – 2018/19[4]